# Beuvrigny
 Beuvrigny  es una población y comuna francesa, en la región de Baja Normandía, departamento de Mancha, en el distrito de Saint-Lô y cantón de Tessy-sur-Vire.

## Demografía
| 196 | 173 | 155 | 111 | 93 | 95 |
| Para los censos de 1962 a 1999 la población legal corresponde a la población sin duplicidades (Fuente: INSEE [Consultar]) |     |     |     |    |    |